# 戦艦ポチョムキン
『戦艦ポチョムキン』（せんかんポチョムキン、ロシア語: Броненосец «Потёмкин»ブラニノースィツ・パチョームキン、英語：Battleship Potemkin）は、1925年に制作・公開されたソビエト連邦のサイレント映画。セルゲイ・エイゼンシュテイン監督の長編第2作で、「第1次ロシア革命20周年記念」として製作された。
1905年に起きた戦艦ポチョムキンの反乱を描いたもので、「オデッサの階段」と呼ばれるオデッサの市民を虐殺する場面は映画史上有名なシーンの一つであり、様々なオマージュやパロディを生んでいる（後述）。しかし、「オデッサの階段」の場面や終盤の黒海艦隊の多くの艦が反乱に同調する（実際は数隻のみ）場面など史実とは大きく異なる部分も多い。当時のソ連の映画人が提唱したモンタージュ理論を確立した作品として知られ、エイゼンシュテインが唱える「アトラクションのモンタージュ」などといった独創的なモンタージュ理論を実践しており、世界各地で大きな反響を受けるとともに、後の映画人にも多大な影響を与えた。現在に至るまで映画史的に非常に重要な作品として評価されており、『國民の創生』、『市民ケーン』とともに映画芸術に革命をもたらした画期的作品とされる。
共産主義的プロパガンダ映画のために、海外で公開される際は検閲を受け、多くの場面がカットされるなど公開に難航した。日本でも終戦から22年が経った1967年にようやく一般公開された。
スティーヴン・ジェイ・シュナイダーの『死ぬまでに観たい映画1001本』にも掲載されており、Rotten Tomatoesの支持率100%の映画のうちの１つでもある。

## 製作
長編第1作の『ストライキ』で高く評価されたセルゲイ・エイゼンシュテイン監督は、ロシア第一革命20周年記念委員会より、記念映画の制作を依頼された。はじめにエイゼンシュテインと脚本家のニーナ＝アガジョーノワ・シュトコが準備した脚本は『1905年』というタイトルで、革命の始まりから挫折までを6つのエピソードで構成するというものだったが、撮影が遅れ公開日（1925年12月24日）までに完成しそうでなかったため、エイゼンシュテインはつ6つのエピソードのうちの一つである「戦艦ポチョムキンの反乱」に焦点を当てて描くことにした。
出演者は『ストライキ』と同様、主要な役以外は素人（艦隊の水兵やオデッサ市民など）が演じた。神父役はセヴァストポリ郊外の果樹園の老園丁が演じた。またオールロケで撮影され、記録映画のような手法がとられている。

## 公開
1925年12月24日、本作はモスクワのボリショイ劇場で第一次ロシア革命20周年記念式典で上映されて大好評を得た。しかし、海外では共産主義的な内容から検閲によって上映禁止や、多くの場面をカットして上映されることとなった。
1950年、本作の助監督で出演もしていたグレゴリー・アレクサンドロフによってニコライ・クリューコフ作曲の音楽が挿入された「サウンド版」が発表された。
日本では、1926年に横浜港にフィルムが渡ったが、共産主義プロパガンダが含まれているとみなされ検閲で輸入禁止となり、終戦まで政府により上映禁止措置が取られていた。1959年の有志（評論家の山田和夫など）による自主上映運動により、初めて日本の観客が目にし、1967年にATGの配給で、ようやく劇場で一般公開された。

## フィルムの散逸と復元
本作のオリジナル・ネガは、スターリン時代に政治的理由でカットされており、海外で公開された版も多くのシーンがカットされたため、完全なオリジナルは散逸してしまった。
1976年、ソ連映画関係者の努力により世界中に散らばったポジ・プリントから復元版が再構成された。この版はショスタコーヴィチの交響曲からとった音楽がつけられたため、通称「ショスタコーヴィチ版」と呼ばれる。しかし、その後ドイツの作曲家エドムント・マイゼルがドイツ公開（1926年）の際に作曲したスコアが発見され、もともとマイゼルへの作曲依頼者がソビエト側であることや、エイゼンシュテイン本人も伴奏音楽として優れていると認めていたことから、こちらの版の復元が進み、2005年には元ミュンヘン映画博物館館長エンノ・パタラスの指揮によりこの「マイゼル版」の復元版が完成した。復元マイゼル版では、当時のドイツ公開版にならい、戦艦のマストに掲げられた旗が手彩色作業により赤旗になっている。

## オデッサの階段

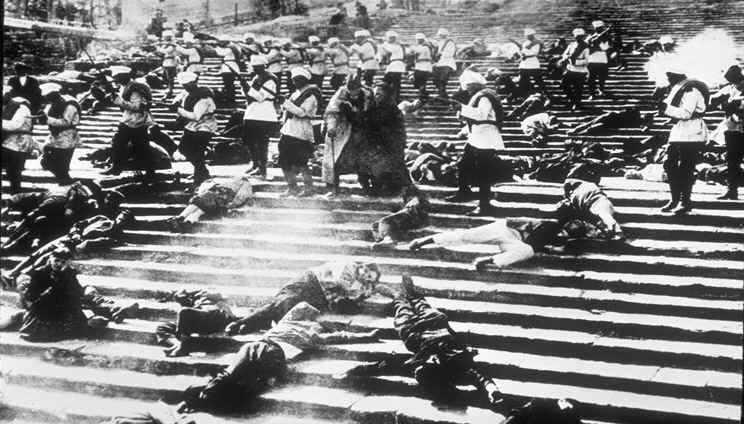
オデッサの階段の虐殺

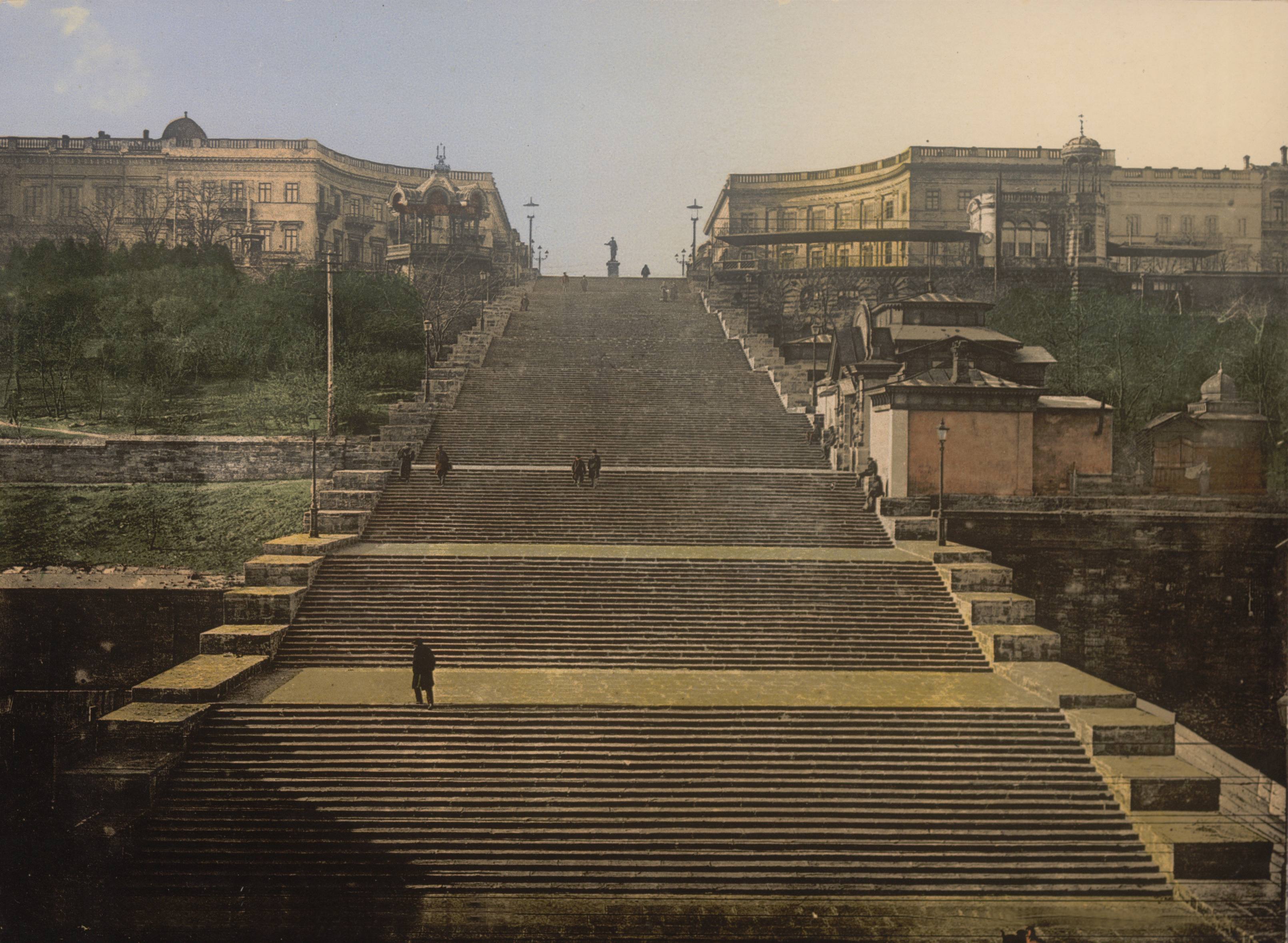
階段シーンの撮影現場（オデッサ）

この映画で最も印象的とされるのは「オデッサの階段」といわれる約6分間の場面で、「映画史上最も有名な6分間」といわれる。特に撃たれた母親の手を離れた乳母車が階段を落ちていくシーンは、ブライアン・デ・パルマ監督の『アンタッチャブル』などの映画でも引用されている。だが史実によると「オデッサの階段での虐殺事件」というものは存在しない。

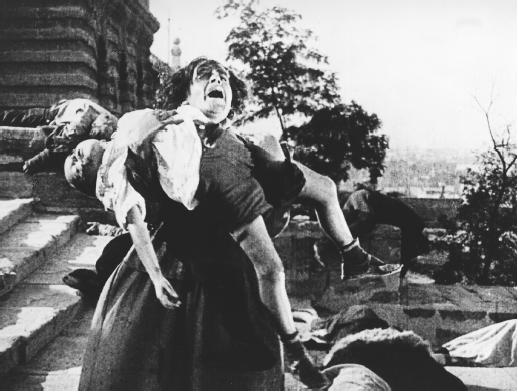
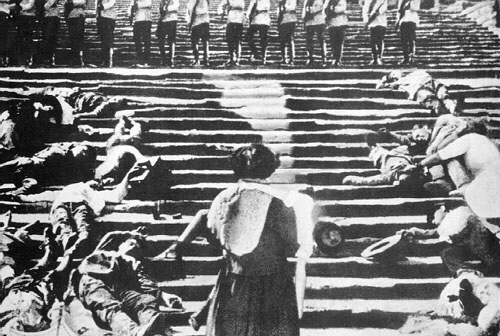
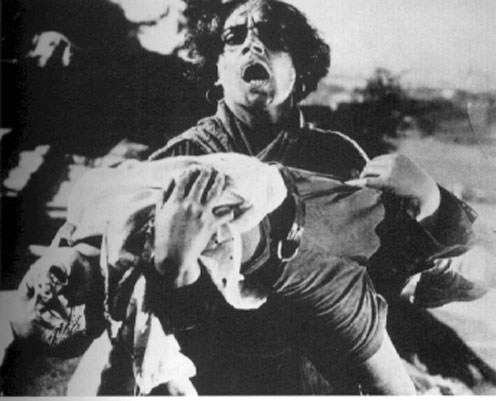
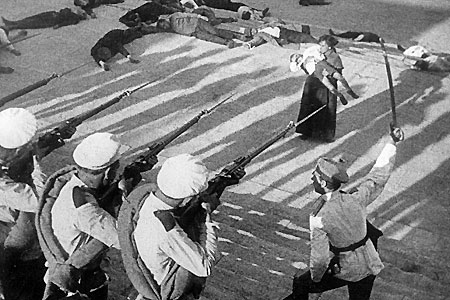
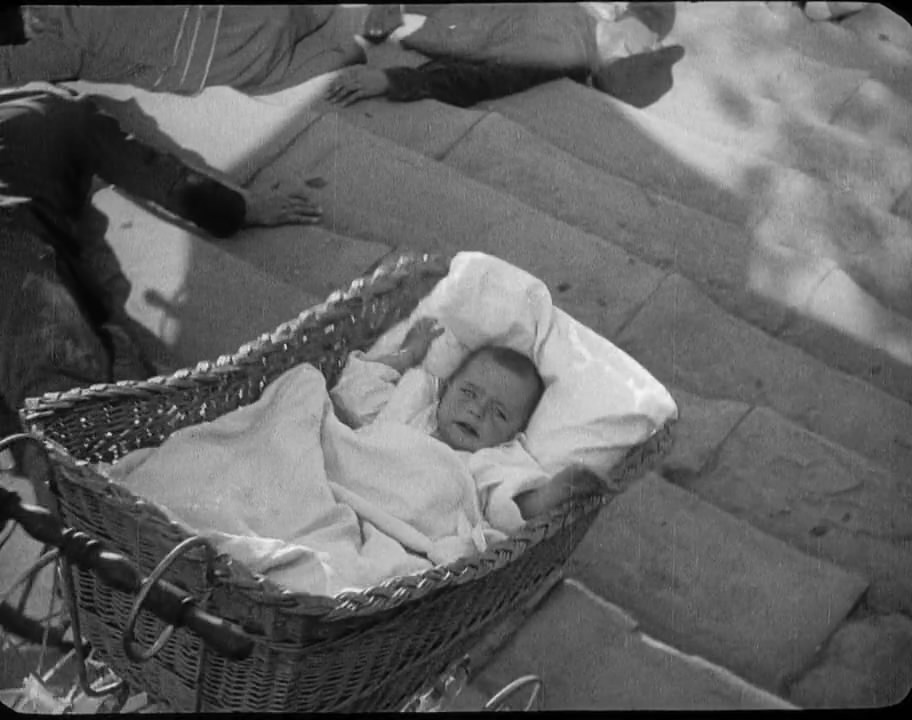
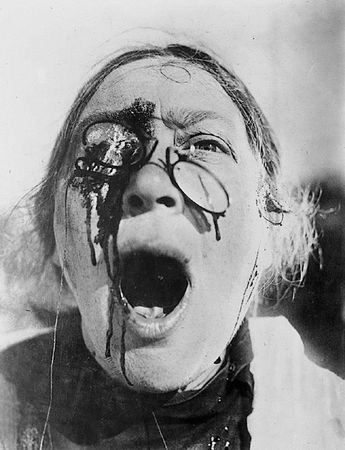

階段シーンのオマージュ、パロディがある映画など
- 映画『未来世紀ブラジル』
- 映画『アンタッチャブル』
- 映画『裸の銃を持つ男 PART33 1/3 最後の侮辱』
  - 厳密には『アンタッチャブル』のパロディ（パロディのパロディ）。
- 映画『ウディ・アレンのバナナ』
- 日本の漫画『1ポンドの福音』
- 日本のテレビドラマ『古代少女隊ドグーンV』第7話「妖怪 こんにちは青ちゃん 登場」
- 日本のテレビドラマ『TAKE FIVE〜俺たちは愛を盗めるか〜』第3話
- 日本のテレビドラマ『明日の光をつかめ』シーズン1 第40話
- 映画『13日の金曜日』 PART2
- アメリカのテレビドラマ『超能力ファミリー サンダーマン』第13話 「発生！ ニューパワー」
- 漫画『機動戦士ガンダム THE ORIGIN』
- 絵画『映画『戦艦ポチョムキン』の中の保母のための習作』

## 評価

### ランキング
- 「映画史上最高の作品ベストテン」（英国映画協会『Sight&Sound』誌発表）※10年毎に選出
  - 1952年：「映画批評家が選ぶベストテン」第4位
  - 1962年：「映画批評家が選ぶベストテン」第6位
  - 1972年：「映画批評家が選ぶベストテン」第3位
  - 1982年：「映画批評家が選ぶベストテン」第6位
  - 1992年：「映画批評家が選ぶベストテン」第6位
  - 1992年：「映画監督が選ぶベストテン」第14位
  - 2002年：「映画批評家が選ぶベストテン」第7位
  - 2002年：「映画監督が選ぶベストテン」第31位
  - 2012年：「映画批評家が選ぶベストテン」第11位
  - 2012年：「映画監督が選ぶベストテン」第75位
- 1958年：「世界映画史上の傑作12選」（ブリュッセル万国博覧会発表）第1位
- 2000年：「20世紀の映画リスト」（米『ヴィレッジ・ヴォイス』紙発表）第79位
- 2008年：「史上最高の映画100本」（仏『カイエ・デュ・シネマ』誌発表）第36位
- 2010年：「史上最高の外国語映画100本」（英『エンパイア』誌発表）第3位
- 2010年：「エッセンシャル100」（トロント国際映画祭発表）第13位

以下は日本でのランキング
- 1980年：「外国映画史上ベストテン（キネ旬戦後復刊800号記念）」（キネマ旬報発表）第12位
- 1988年：「大アンケートによる洋画ベスト150」（文藝春秋発表）第10位
- 1989年：「外国映画史上ベストテン（キネ旬戦後復刊1000号記念）」（キネ旬発表）第19位
- 1995年：「オールタイムベストテン・世界映画編」（キネ旬発表）第6位
- 1999年：「映画人が選ぶオールタイムベスト100・外国映画編（キネ旬創刊80周年記念）」（キネ旬発表）第18位

## その他
戦艦ポチョムキンの実物は国内戦期にイギリス軍によって爆破され武装を撤去された。そして激しい損傷を負ったままセヴァストーポリの南湾に放置された
その後、ソビエト政府は革命記念艦である同艦を復旧しようと試みたが果たせず、艦はちょうど映画が製作された1925年に解体されてしまった。映画に全体が登場する場面があるが、これは模型である。俳優らが艦上を動き回るシーンの撮影は当時のソ連海軍の練習巡洋艦コミンテルンと、当時第8号繋留廃艦と呼ばれ住居や倉庫として使用されていた旧戦艦ドヴィエナザット・アポストロフで行われた。両艦ともポチョムキンとはかなり形が異なるが、映画では違和感なく処理されている。艦の全体が映る場面では模型を使っているが、一部で実物の艦艇も登場している。しかし、フィルムの一部場面には1905年当時は存在しなかった弩級戦艦などが映っており、ポチョムキンとは若干ギャップが生じてしまっている。

## パブリックドメイン化
公開が1925年、監督エイゼンシュテインの没年が1948年であることから、いずれを基点としても日本の著作権法（2013年現在）上はパブリックドメイン化しており、自由に複製、上映、改変、翻案などが可能となっている。

## ソフトウェア
- DVD「戦艦ポチョムキン」（出演：アレクサンドル・アントノーフ、グリゴーリイ・アレクサンドロフその他 / ドルビー製 / アイ・ヴィー・シー販売）